# Dysaphis angelicae
Dysaphis angelicae är en insektsart som först beskrevs av Koch 1854.  Dysaphis angelicae ingår i släktet Dysaphis och familjen långrörsbladlöss. Arten är reproducerande i Sverige. Inga underarter finns listade i Catalogue of Life.